# فیلیپ بلاشکوویچ
فیلیپ بلاشکوویچ (کرواتی: Filip Blašković؛ زادهٔ ۵ ژوئیهٔ ۱۹۴۵) بازیکن فوتبال اهل کرواسی بود.
از باشگاه‌هایی که در آن بازی کرده‌است می‌توان به باشگاه فوتبال دینامو زاگرب اشاره کرد.
وی همچنین در تیم ملی فوتبال یوگسلاوی بازی کرده‌است.